# Hugh Robert Mill
Hugh Robert Mill, född den 28 maj 1861 i Thurso, Skottland, död den 5 april 1950, var en engelsk geograf och klimatolog.
Mill, som var direktör vid British rainfall organisation sedan 1900, var verksam särskilt på oceanografins och klimatologins områden och skrev jämte läroböcker Realm of nature; an outline of physiography (1892), The english lakes (1895), New lands, their resources and prospective advantage (1900), Siege of the south pole. Story of antarctic exploration (1905), British rainfall
(årligen), uppsatser i geografi, meteorologi och oceanografi i 11:e upplagan av "Encyclopaedia britannica" och i tidskrifter samt utgav "International geography by seventy authors" (1899; 4:e upplagan 1907).